# Susan Dunn
Susan Dunn (Malvern, 23 luglio 1954) è un soprano statunitense.

## Biografia
Cresciuta nella Contea di Saline, nel 1972 si iscrive all'Università di arti liberali di Conway, nel 1976 all'Indiana University e nel 1980 all'Università dell'Illinois. Ha cantato nel Requiem di Giuseppe Verdi, la cui registrazione ha vinto un premio Grammy al miglior album di musica classica nel 1989.

## Discografia
- Gustav Mahler: Klagende Lied – Chailly/Dunn/Fassbaender/Baur, 1989, Decca.
- Arnold Schönberg, Gurre-Lieder – Chailly/Dunn/Becht/Fassbaender, 1985 Decca.
- Giuseppe Verdi, Requiem & Operatic Choruses – Dunn/Curry/Hadley/Plishka/Shaw/Atlanta Symphony Orchestra and Chorus, 1987 Telarc.

## DVD & BLU-RAY
- Richard Strauss, Elettra - Levine/Nilsson/Rysanek/Dunn, 1980 Deutsche Grammophon.